# Snake Alley Criterium
Le Snake Alley Criterium est une course cycliste américaine disputée le week-end du Memorial Day à Burlington, dans l'État de l'Iowa. Créée en 1983, cette compétition est connue pour emprunter la Snake Alley (en), avenue la plus sinueuse du monde selon le Ripley's Believe It or Not!,. 
Divisée en quinze épreuves distinctes, elle est ouverte à tous les types de cyclistes, femmes et hommes, amateurs et professionnels.

## Présentation
Le Snake Alley Criterium figure parmi les courses les plus difficiles du Midwest. 
Pour la 35e édition en 2017, l'organisation accueille plus de 500 concurrents au départ. En 2020 et 2021, le critérium est annulé en raison du contexte sanitaire lié à la pandémie de Covid-19,. 

## Palmarès

### Élites Hommes
| Année     | Vainqueur          | Deuxième              | Troisième             |
| --------- | ------------------ | --------------------- | --------------------- |
| 1983      | Jeff Bradley (en)  |                       |                       |
| 1984      | Eon D'Ornellas     |                       |                       |
| 1985      | Mike King          |                       |                       |
| 1986      | Robert Mathias     |                       |                       |
| 1987      | Robert Mionsk      |                       |                       |
| 1988      | Hajo Drees         |                       |                       |
| 1989      | Hajo Drees         |                       |                       |
| 1990      | Chris Washkevich   |                       |                       |
| 1991      | Troy Miller        |                       |                       |
| 1992      | Tommy Matush       |                       |                       |
| 1993      | John Peters        |                       |                       |
| 1994      | Timm Peddie (en)   |                       |                       |
| 1995      | John Durso         |                       |                       |
| 1996      | Steve Tilford      |                       |                       |
| 1997      | Todd Littlehales   |                       |                       |
| 1998      | Matthew Kelly      |                       |                       |
| 1999      | Marc Kebbekus      |                       |                       |
| 2000      | Steven Cate        |                       |                       |
| 2001      | Jason McCartney    | John Lieswyn          | Steve Tilford         |
| 2002      | John Lieswyn       | Steven Cate           | Doug Swanson          |
| 2003      | Jason McCartney    | John Lieswyn          | Steven Cate           |
| 2004      | Jason McCartney    | Adam Bergman (en)     | Garrett Peltonen (de) |
| 2005      | Steve Tilford      | Brian Jensen          | Ben Raby              |
| 2006      | Sean Sullivan (de) | Chris Wherry          | Reid Mumford (de)     |
| 2007      | Adam Bergman (en)  | Brian Jensen          | Brian Dziewa          |
| 2008      | Duane Dickey       | Brian Jensen          | Bryce Mead            |
| 2009      | Adam Bergman (en)  | Paul Martin           | Frank Dierking        |
| 2010      | Volodymyr Starchyk | Tristan Schouten (de) | Eric Marcotte         |
| 2011      | Chad Burdzilauskas | Eric Marcotte         | Juan Pablo Dotti      |
| 2012      | Paul Martin        | Ryan Aitcheson        | Alex Vanias           |
| 2013      | Adam Leibovitz     | Colton Barrett        | Daniel Holt           |
| 2014      | Daniel Holloway    | Toms Skujinš          | Alexander Ray         |
| 2015      | Chris Uberti       | Chris Winn            | Logan Owen            |
| 2016      | Matthew Zimmer     | Chris Winn            | Joshua Johnson        |
| 2017      | Ryan Aitcheson     | Thomas Brown          | Peter Olejniczak      |
| 2018      | Daniel Summerhill  | Sam Fritz             | Peter Olejniczak      |
| 2019      | Daniel Summerhill  | Kyle Perry            | Samuel Janisch        |
| 2020-2021 | annulé             |                       |                       |
| 2022      | Andrew Dillman     | Cade Bickmore         | Conor White           |
| 2023      | Cade Bickmore      | Jeremiah Stoller      | Jonny Brown           |
| 2024      | Cade Bickmore      | Ben Oliver            | Stephen Bassett       |
| 2025      | Aaron Beebe        | Michael Lambert       | Conor Mullervy        |

### Élites Femmes
| Année     | Vainqueur          | Deuxième           | Troisième              |
| --------- | ------------------ | ------------------ | ---------------------- |
| 1988      | Liz Heller         |                    |                        |
| 1989      | Sonja Stilp        |                    |                        |
| 1990      | Liz Heller         |                    |                        |
| 1991      | Tracey Lamers      |                    |                        |
| 1992      | Sue Swenson        |                    |                        |
| 1993      | Deirdre Demet      |                    |                        |
| 1994      | Karen Dunne        |                    |                        |
| 1995      | Elaine Nekritz     |                    |                        |
| 1996      | Cynthia Mommsen    |                    |                        |
| 1997      | Bonnie Breeze      |                    |                        |
| 1998      | Debre Pilger       |                    |                        |
| 1999      | Andrea Bowman      |                    |                        |
| 2000      | Cynthia Mommsen    |                    |                        |
| 2001      | Catherine Walberg  | Christine Miller   | Cynthia Mommsen        |
| 2002      | Magen Long         | Kerry Soraci       | Christine Miller       |
| 2003      | Magen Long         | Tania Duff-Miller  | Jo Kiesanowski         |
| 2004      | Magen Long         | Rebecca Much       | Elizabeth Morse        |
| 2005      | Sarah Tillotson    |                    |                        |
| 2006      | Kristin Wentworth  | Molly Vetter-Smith | Katie Weber            |
| 2007      | Kristin Wentworth  | Mindi Martin       | Anne Grabowski         |
| 2008      | Samantha Schneider |                    |                        |
| 2009      | Amanda Miller      |                    |                        |
| 2010      | Amanda Miller      | Lisa Vetterlein    | Ashley James           |
| 2011      | Amanda Miller      |                    |                        |
| 2012      | Kaitlin Antonneau  | Jeannie Kuhajek    | Emma Bast              |
| 2013      | Kim Eppen          | Mia Manganello     | Katherine Shields      |
| 2014      | Lisa Vetterlein    | Abby Ruess         | Amber Markey           |
| 2015      | Chloé Dygert       | Mary Penta         | Gwen Inglis            |
| 2016      | Abby Ruess         | Gwen Inglis        | Leah Kleager           |
| 2017      | Lily Williams      | Jeannie Kuhajek    | Amanda Miller          |
| 2018      | Faith Montreuil    | Carlyn Jackson     | Cassidy Hickey         |
| 2019      | Gwen Inglis        | Carlyn Jackson     | Kaitlyn Agnew          |
| 2020-2021 | annulé             |                    |                        |
| 2022      | Maddy Ward         | Peta Mullens       | Rylee McMullen         |
| 2023      | Rylee McMullen     | Elizabeth Dixon    | Jane Tullis            |
| 2024      | Gabriela Schumann  | Elizabeth Dixon    | Daphne Karagianis (en) |
| 2025      | Arielle Coy        | Gabriela Guerra    | Nicole Larue           |